# 格鲁吉亚梦想
格鲁吉亚梦想（羅馬化：kartuli otsneba）是格鲁吉亚的一个已不存在的政党联盟，存在于2012年2月21日—2016年3月31日。

## 成员
- 格鲁吉亚梦想—民主格鲁吉亚
- 格鲁吉亚保守党
- 工业意志拯救格鲁吉亚
- 独立多数派[1]
- 我们的格鲁吉亚—自由民主人士
- 民族论坛
- 格鲁吉亚共和党